# Disclaimer

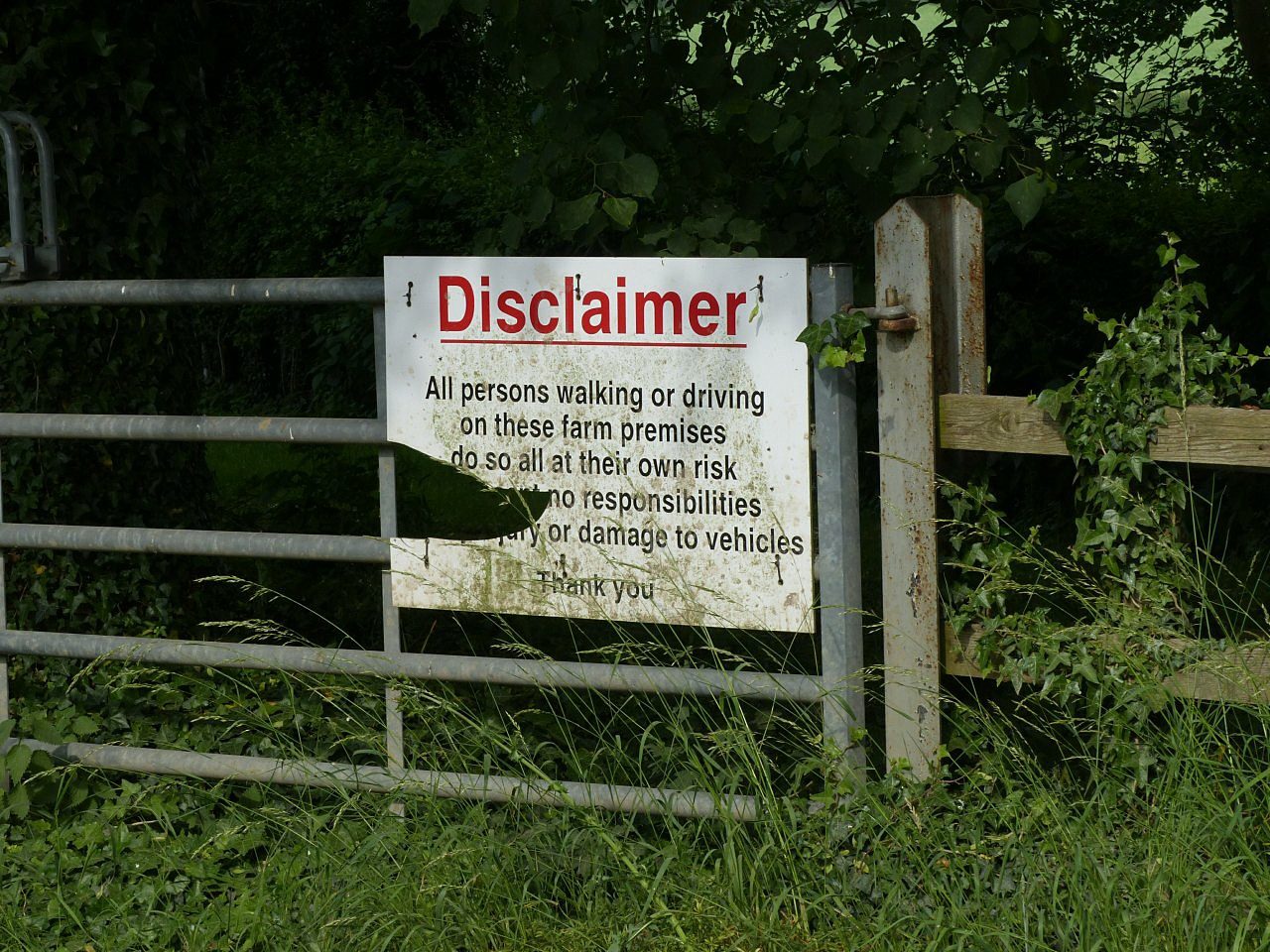
En trasig skylt i Storbritannien med en disclaimer.

En disclaimer är en engelskspråkig term för en skriftlig förklaring som begränsar avsändarens juridiska ansvar inför mottagaren. Dessa kan ibland fylla rollen av varningstexter.